# Dolina Stos

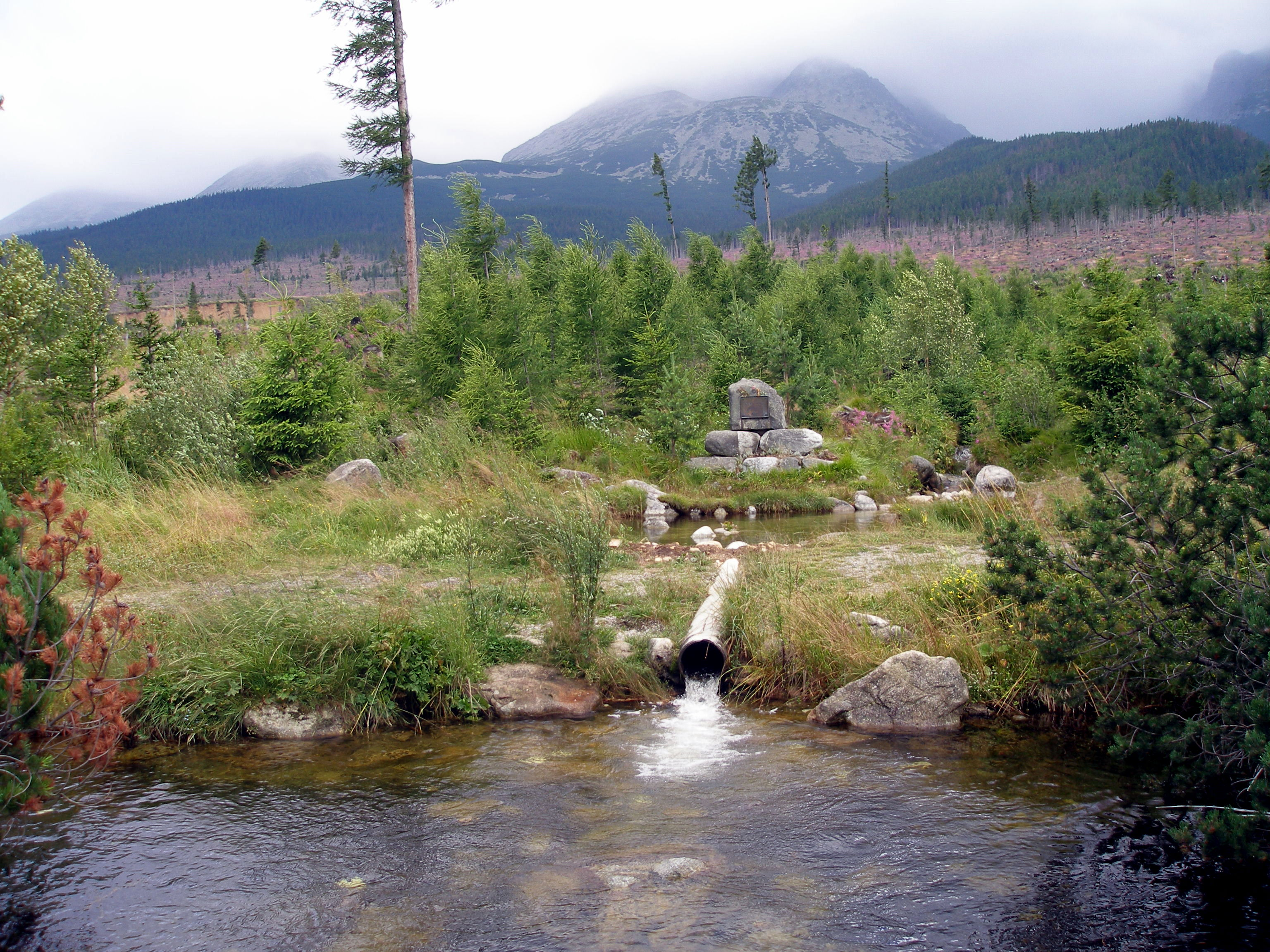
Dolina Stos widziana z Tatrzańskiej Polanki, w chmurach Gerlach i Gerlachowski Kocioł

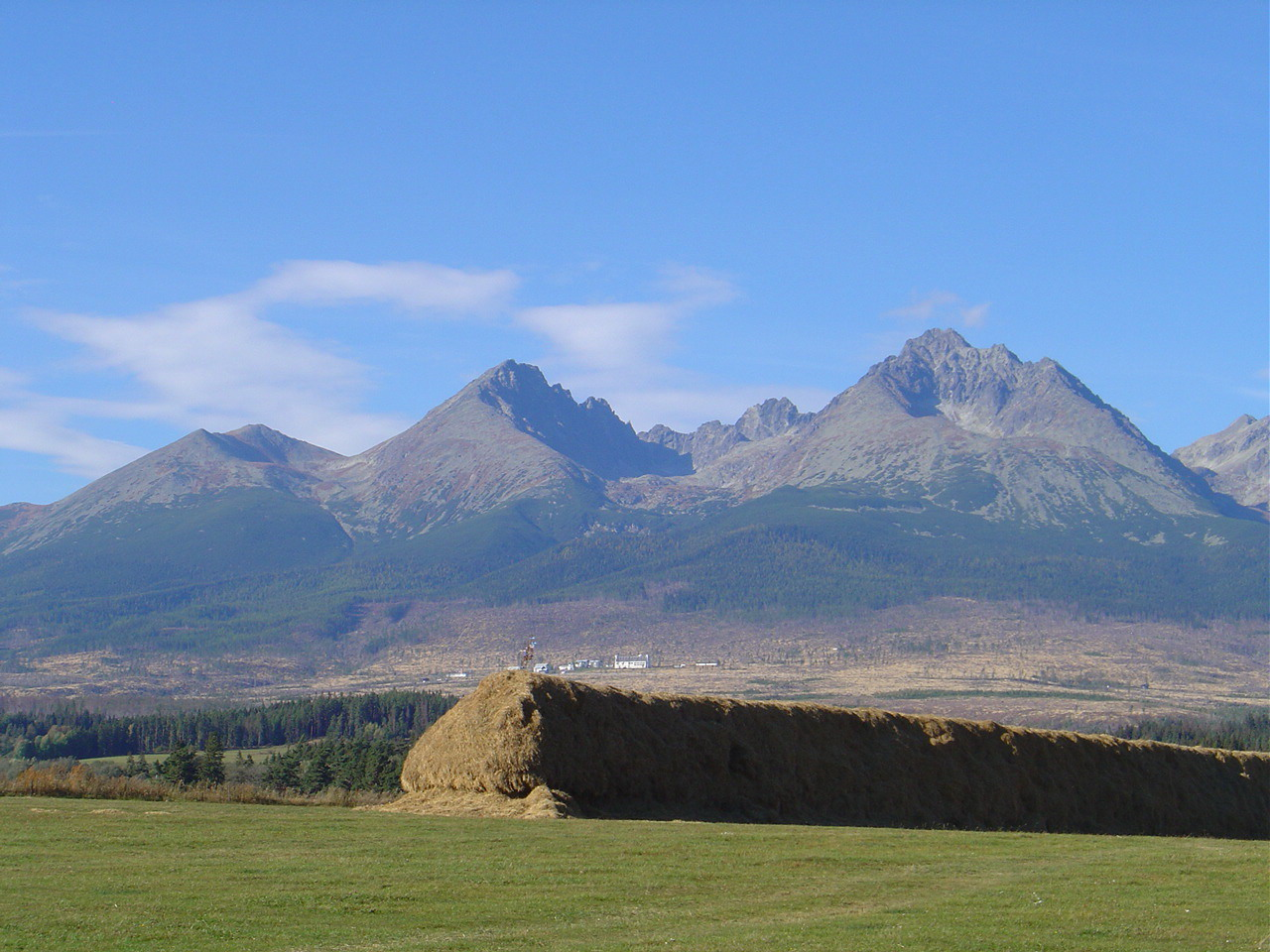
Dolina Stos po prawej stronie, poniżej masywu Gerlacha

Dolina Stos (słow. Hromadná dolina, Štos, niem. Stosstal, węg. Stósz-völgy) – niewielka dolina położona u południowo-wschodnich zboczy Gerlacha, najwyższego szczytu Tatr, w słowackiej części Tatr Wysokich.
Dolina Stos od zachodu graniczy z dolnymi piętrami Doliny Batyżowieckiej (oddzielona jest od niej grzbietem Suchego Wierchu Batyżowieckiego), zaś od wschodu z Doliną Wielicką, oddzielona Gerlachowskim Grzebieniem. Większość doliny jest zalesiona, tylko górne piętro ma charakter wysokogórski. Jest ono oddzielone od dolnego niezbyt stromym, 100-metrowym progiem, zaś na północy podchodzi pod Gerlachowski Kocioł (Gerlachovský kotol), stanowiący odrębną jednostkę topograficzną, ograniczoną szczytem Małego Gerlacha. Razem z Gerlachowskim Kotłem dolina Stos mierzy ok. 5,5 km długości, z tego 3,5 km jest zalesione. Dolina jest wąska i płytka, jej szerokość nie przekracza 1 km.
Głównym ciekiem wodnym doliny Stos jest potok Stos (Hromadná voda). Jego źródła są położone na wysokości ok. 1430 m n.p.m., a potok uchodzi do Wielickiej Wody na wysokości ok. 950 m, ok. 500 m na wschód od leśniczówki Danielowo (Danielov dom). W rejonie leśniczówki dolina Stos łączy się z Doliną Wielicką i uchodzą wspólnie do Kotliny Popradzkiej.
Jeszcze w dwudziestoleciu międzywojennym były tu wypasane woły. Nazwy polska i słowacka pochodzą z czasów, gdy na tych obszarach intensywnie wyrąbywano lasy. Pnie drzew były układane w stosy, przez Słowaków nazywane hromadami. W rejonie doliny Stos było też uprawiane myślistwo. Obecnie teren doliny jest objęty ścisłą ochroną, TANAP utworzył na jej terenie rezerwat. Dolinę przecinają jedynie dwa szlaki turystyczne: Magistrala Tatrzańska w górnych partiach i żółty szlak łącznikowy.

## Szlaki turystyczne
– znakowana czerwono Magistrala Tatrzańska na odcinku znad Batyżowieckiego Stawu nad Wielicki Staw.
- Czas przejścia znad Batyżowieckiego Stawu do rozdroża ze szlakiem żółtym: 30 min, z powrotem tyle samo
- Czas przejścia od szlaku żółtego do hotelu górskiego „Śląski Dom”: 30 min, z powrotem tyle samo

  – żółty szlak łącznikowy od Magistrali Tatrzańskiej do szlaku zielonego z Tatrzańskiej Polanki nad Wielicki Staw. Czas przejścia: 55 min, ↑ 1:15 h